# Chapelle troglodyte de Rochecorbon
La chapelle troglodyte de l'Écheneau est situé à Rochecorbon. 

## Historique
L'église fait l’objet d’une inscription au titre des monuments historiques par arrêté du 16 mai 1972.

## Pour en savoir plus